# Gliese 649
Gliese 649 là một ngôi sao lùn đỏ trong chòm sao Vũ Tiên, nằm cách Mặt Trời khoảng 34 năm ánh sáng. Ngôi sao đã được tìm thấy để lưu trữ một hành tinh ngoài hệ mặt trời.

## Hành tinh đồng hành
Theo Johnson et al. (2010) một hành tinh có khối lượng  bằng với khối lượng của Sao Thổ đã được phát hiện xung quanh ngôi sao lùn đỏ. Khối lượng của nó bằng 32,8% khối lượng của Sao Mộc và bằng 1,15 đơn vị thiên văn từ ngôi sao của nó trong quỹ đạo lệch tâm (e = 0,3). Giả sử độ sáng 4,5% so với Mặt trời, vùng có thể ở được là 0,21 AU, do đó hành tinh này sẽ lạnh như thể nó nằm ở 5,5 AU từ một ngôi sao giống như Mặt trời. Ngoài ra, tính toán các vị trí periastron và apastron khác nhau lần lượt là 0,8 và 1,49 AU, hành tinh có thể có khả năng thay đổi nhiệt độ theo mùa.

## Đĩa vụn
Sử dụng kết quả từ cuộc khảo sát của kính thiên văn không gian Herschel về 21 ngôi sao loại muộn được thực hiện trong năm 2010, một đĩa vụn đã được phát hiện trong khoảng từ 6 đến 30 AU. Đĩa không được phát hiện tại 22 cuộc tấn công bởi Nhà khảo sát hồng ngoại trường rộng của NASA, do đó, nó có khả năng dưới 100 Kelvin và tương tự như vành đai Kuiper. Đĩa đã được giải quyết bên lề, xuất hiện rất bất đối xứng, và do đó có lẽ phù hợp với việc gần với cạnh hơn, hơn là mặt trên, theo hướng nghiêng của nó.
| Thiên thể đồng hành (thứ tự từ ngôi sao ra) | Khối lượng     | Bán trục lớn (AU) | Chu kỳ quỹ đạo (day) | Độ lệch tâm | Độ nghiêng | Bán kính |
| ------------------------------------------- | -------------- | ----------------- | -------------------- | ----------- | ---------- | -------- |
| b                                           | ≥ 0328±0032 MJ | 1135±0035         | 5983±42              | 030±008     | —          | —        |
| Kuiper belt                                 | ~6–~30 AU      | ~6–~30 AU         | ~6–~30 AU            | ~6–~30 AU   | ~45-90°    | —        |